# Зебибит
Зебибит се користи као јединица мере података у рачунарству и износи 1.180.591.620.717.411.303.424 (270) бита (1024 ексбибита).